# Raiven
Sara Briški Cirman (n. 26 aprilie 1996), cunoscută sub numele de scenă Raiven, este o cântăreață, compozitoare și harpistă slovenă.  Ea a obținut mai întâi o largă recunoaștere în timp ce concura pentru a participa la Concursul Muzical Eurovision 2016 pentru Slovenia în timpul finalei naționale Evrovizijska Melodija ( EMA ) cu piesa „Črno bel”, unde s-a clasat pe locul al doilea. Raiven a revenit la EMA în 2017, clasându-se pe locul al treilea cu piesa „Zažarim”, și a concurat din nou în 2019 cu piesa „Kaos”, pe locul al doilea.
Raiven a reprezentat Slovenia la Concursul Muzical Eurovision 2024 cu piesa Veronika. 

## Educație
Sara Briški Cirman și-a început drumul muzical la vârsta de patru ani, când s-a înscris la Glasbena Matica din Ljubljana.  Între 2002 și 2011 a urmat lecții de harpă la Școala de Muzică din Ljubljana. Și-a continuat studiile în programul Gimnaziului de Artă, pe care a urmat-o la Conservatorul de Muzică și Balet din Maribor, specializarea în harpă cu profesorul Dalibor Bernatovič, canto jazz cu Ana Bezjak și canto solo cu profesorii Leona Bašovič și Tina Bohak.  A fost premiată de mai multe ori pentru realizările sale în domeniul muzicii clasice. Printre alte premii, în 2013 a câștigat locul I la Concursul Internațional de Harpă Antonio Salieri din Italia și o placă de aur la Concursul Temsig Solo Singing Country. În 2015 a absolvit canto solo și și-a continuat studiile muzicale la Academia de Muzică din Ljubljana (cant solo - operă), unde a absolvit în 2018 la clasa profesorului Alenka Dernač Bunta și s-a înscris la un master în canto solo cu profesorul Pija Brodnik. În 2021 a primit diploma de master în canto solo - operă. 

## Carieră

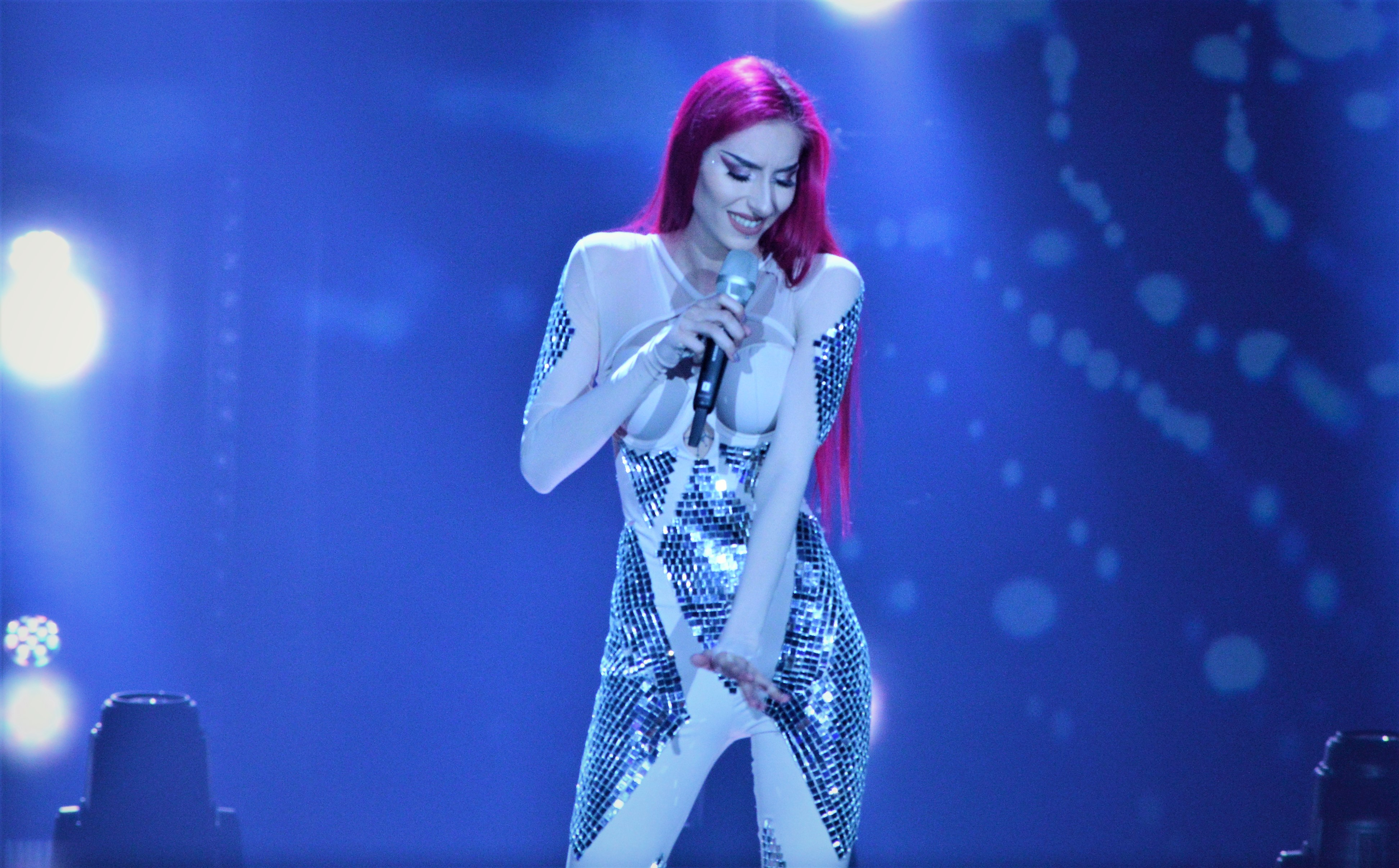
Raiven cântă în timpul Evrovizijska Melodija în februarie 2017

Ea și-a lansat albumul de debut Magenta în 2017 și mai târziu a primit un premiu, acordat de asociația culturală și artistică slovenă pentru realizările din muzica populară slovenă Zlata piščal la categoria Recordul anului.  În a doua jumătate a anului 2018 a început să lucreze cu compozitori și producători în Metropolis Studios (Londra). Ca urmare a muncii sale acolo, ea a lansat un album EP REM, care a primit aprecieri de critică și public.
Pe 4 iulie 2019, a evoluat pe scena Fusion Stage la Exit Festival din Novi Sad, în seara în care organizatorii au enumerat cei mai mulți vizitatori din istoria festivalului - peste 56.000.  La sfârșitul anului 2019, a cântat la numeroase evenimente de mare profil, inclusiv ca solist cu Orchestra Simfonică RTV Slovenia, Big Band RTV Slovenia, Orchestra Barocă Slovenă și Orchestra Poliției Slovene. În februarie 2020, ea a cântat cu compoziția sa originală Ti cu Orchestra Simfonică RTV Slovenia la Teatrul Național Sloveno de Operă și Balet din Ljubljana, sub bagheta și adaptarea lui Matija Krečič.
Pe 11 septembrie 2021, ea a interpretat melodia Volkovi la festivalul Popevka 21, cu care a câștigat Marele Premiu al Publicului, determinând piesa ei să primească titlul Popevka 2021.  În 2021 și-a terminat și masterul la Academia de Muzică din Ljubljana, cu specializare în operă - canto solo.

### Operă
În 2019 s-a dedicat dezvoltării artistice ca cântăreață de operă, iar în decembrie 2019 a cântat în prima operă tamburitza din lume, Ambrož și Katarina. Este bursier al Academiei Operei din Berlin. Rolul ei Hänsl din opera lui Engelbert Humperdinck Hänsel und Gretel avea să aibă premiera în vara lui 2020, dar a fost amânat pentru vara lui 2022 din cauza unei noi pandemii de coronavirus.
În iunie 2021, ea a cântat rolul Bătrânei Doamne din opera Candid a lui Leonard Bernstein la Cankar Centre. În aprilie 2021, a primit premiul I și locul al treilea la Concursul Internațional de Canto IMMCC 2020. Pe 28 iunie 2021, și-a primit diploma de master cu un recital de canto și un eseu de master intitulat Rolul Agrippinei în opera omonimă a lui Georg Friedrich Händel. Pentru realizările sale artistice remarcabile a primit Premiul Prešeren pentru studenți, prezentat de Academia de Muzică.
În august 2021, ea a jucat în rolul Rosinei la concertele din „Bărbierul din Sevilla” de Gioachino Rossini, sub conducerea maestrului George Pehlivanian. În octombrie 2021, împreună cu soprana Pia Brodnik, tenorul Gregor Ravnik și pianista Andreja Kosmač, a susținut un concert în cadrul Festivalului de vară de la Studenec intitulat Jesenska pesem (Cântecul toamnei). Anterior, a cântat de două ori ca parte a concertelor de muzică barocă cu Orchestra Barocă Slovenă, sub bagheta lui Egon Mihajlović și a maestrului de concert Monika Toth.
În aprilie 2022, ea a cântat rolul principal în opera lui Händel, Agrippina, la Centrul Cankar, sub conducerea artistică a lui Egon Mihajlović și regizat de Rocco Rapplo. În aceeași lună a cântat și la concertul de închidere al Opernfest Praga la Teatrul Vinohrady din Praga, sub conducerea directorului artistic al Operei din Praga, maestrul Jaroslav Kyzlink. O săptămână mai târziu, a cântat cu Orchestra Operei Albaneze din Tirana la Festivalul de Operă Marie Kraja, sub bagheta maestrului Martin Andrea. În 2022, ea a început să studieze rolul Carmen în cadrul unui concert al operei sub conducerea maestrului George Pehlivanian. În același an, a debutat la Teatrul Național Sloven de Operă și Baletul Ljubljana în spectacolul „Orpheus in the Underworld” (jucând rolul Opiniei Publice), iar în 2023, a interpretat-o pe Larina în piesa „Eugene Onegin”.
În 2018, în cadrul studiilor ei a interpretat Spatzenmesse de Mozart și Gloria în re major de Vivaldi în Orchestra Filarmonicii Slovene ca alto solo cu Orchestra Barocă a Academiei de Muzică. În același an, a cântat ca solist la Centrul Cankar cu Big Band al Academiei de Muzică, sub bagheta lui Matej Hotko. În 2019, a cântat rolul mini-opera doctorului Nepotrebna (Inutil) a lui Iztok Kocen, care a avut premiera la Budapesta. Mini-opera a fost prezentată la Brno și Ljubljana.
De la începutul educației sale muzicale, ea a participat în mod regulat la seminarii susținute de muzicieni renumiți precum José Cura, Bernarda Fink, Vlatka Orašanić și JD Walker.
În 2022, ea a prezentat un nou proiect de concert electro-operă, în care a combinat arii de operă clasică cu pop electronic. O parte a acestui proiect, intitulată Doloroso, a fost prezentată la un concert sold-out pe 8 martie 2022 la Cankar Center . S-a întors la festivalul Popevka  în 2023 ca gazdă și, împreună cu co-gazda Helena Blagne, și-a prezentat noua melodie „Ikona”. Odată cu el, ea a anunțat lansarea EP-ului Sirene . Piesa ei de la Eurovision „Veronika” va fi inclusă în album.
În 2018, a jucat și pe panouri de teatru în piesa Trojanke, produsă de Teatrul Național Sloven Nova Gorica, unde a interpretat personajul Cassandrei. Lucrarea din noua traducere a lui Jere Ivanc a fost regizat de Jaša Koceli.
În 2021, ea a acceptat rolul principal al lui Urška în musicalul Povodni mož ( Omul de apă ).